# China Hainan Yindongli Cycling Team
China Hainan Yindongli Cycling Team is een wielerploeg die een Chinese licentie heeft. De ploeg bestaat sinds 2013. China Hainan Yindongli Cycling Team komt uit in de Continentale circuits van de UCI. Fei Liu is de manager van de ploeg.

## Samenstellingen

### 2014
| Naam           | Geboortedatum   | Nationaliteit | Ploeg 2013 |
| -------------- | --------------- | ------------- | ---------- |
| Meng Duan      | 23 oktober 1991 | China         | Neo        |
| Guanghui Li    | 4 november 1995 | China         | Neo        |
| Jiamin Li      | 7 januari 1993  | China         | Neo        |
| Jiankun Liu    | 21 juni 1995    | China         | Neo        |
| Wei Liu        | 5 maart 1967    | China         | Neo        |
| Feng Qiao      | 7 mei 1991      | China         |            |
| Wenguo Wu      | 8 februari 1987 | China         |            |
| Faji Yang      | 3 december 1992 | China         |            |
| Chunlong Zhang | 3 oktober 1989  | China         | Neo        |

### 2013
| Naam        | Geboortedatum    | Nationaliteit | Ploeg 2012 |
| ----------- | ---------------- | ------------- | ---------- |
| Bo Cao      | 14 mei 1992      | China         | Neo        |
| Feng Qiao   | 7 mei 1991       | China         | Neo        |
| Tao Shi     | 1 april 1992     | China         | Neo        |
| Wenguo Wu   | 8 februari 1987  | China         | Neo        |
| Rongwei Xie | 4 augustus 1992  | China         | Neo        |
| Jin Yang    | 21 mei 1992      | China         | Neo        |
| Jing Yang   | 25 oktober 1990  | China         | Neo        |
| Faji Yang   | 3 december 1992  | China         | Neo        |
| Kang Zhao   | 24 augustus 1992 | China         | Neo        |